# 格林达维克

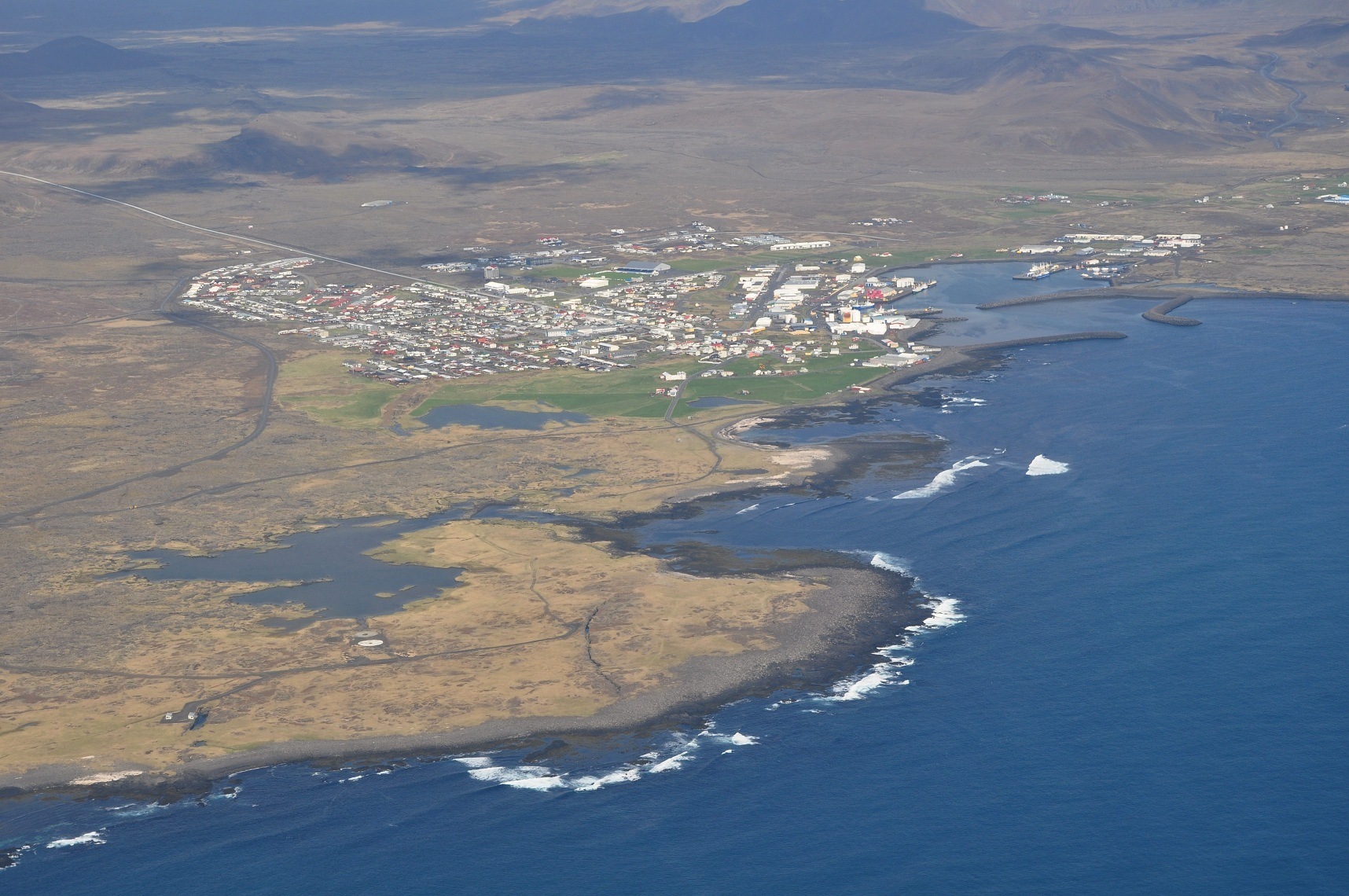
从空中俯瞰格林达维克

格林达维克（冰島語發音：[ˈkrɪntaˌviːk]）是冰岛南半岛区的一个市镇，位于西南海岸雷恰角半岛。它是这个海岸为数不多的一个港口城镇。2800名居民中的大多数从事捕渔业。北部的蓝潟湖距离城镇中心3英里(4.8公里)。
该市镇的体育俱乐部为格林达维克青年体育会，其下属有格林達維克足球俱樂部。
列夫幸运桥（Leif the Lucky Bridge）跨越奥尔法乔峡谷（Álfagjá rift valley），峡谷是欧亚和北美大陆板块的交界处。大桥建于2002年冰岛探险家列夫·埃里克松（Leif Eriksson）命名，他从欧洲旅行探索北美，比哥伦布早500年。
冰岛咸鱼博物馆在2002年9月于格林达维克开放，它展示了盐鱼生产的故事和它对冰岛经济的重要性，博物馆是一个特殊设计的建筑，面积650平方米。

## 著名人物
- 冰岛作家居兹贝于尔·贝尔格松（Guðbergur Bergsson）
- 卡利·比亚尼（Kalli Bjarni），流行偶像（Pop Idol）冰岛版本第一个赢家，住在镇上。

## 海军通信设备
美国海军格林达维克附近设有无线电发射机设备，有两个拉线式桅杆天线，一个建于1983年，高182.9米；另一个建于1993年，高304.8米。

## 国际关系

### 双城镇 — 姐妹城市
- 葡萄牙伊利亚武
- 法国容扎克
- 英国佩尼斯通（英语：Penistone）
- 瑞典皮特奥市镇
- 芬兰罗瓦涅米
- 波兰烏涅尤夫[2]